# Gouvernement Janša I
République de Slovénie
Rop Pahor
Le gouvernement Janša I (en slovène : 8. vlada Republike Slovenije) est le gouvernement de la république de Slovénie entre le 3 décembre 2004 et le 11 novembre 2008, durant la 4e législature de l'Assemblée nationale.
Il est dirigé par le libéral-conservateur Janez Janša, vainqueur à la majorité relative des élections législatives. Il repose sur une coalition de quatre partis du centre et de centre droit. Il cède le pouvoir à l'issue de son mandat au gouvernement de centre gauche du social-démocrate Borut Pahor.

## Historique
Dirigé par le nouveau président du gouvernement libéral-conservateur Janez Janša, ce gouvernement est constitué et soutenu par une coalition entre le Parti démocratique slovène (SDS), Nouvelle Slovénie - Parti chrétien-populaire (NSi), le Parti populaire slovène (SLS) et le Parti démocrate des retraités slovènes (DeSUS). Ensemble, ils disposent de 49 députés sur 90, soit 54,4 % des sièges de l'Assemblée nationale.
Il est formé à la suite des élections législatives du 3 octobre 2004.
Il succède donc au gouvernement d'Anton Rop, constitué et soutenu par une coalition minoritaire entre la Démocratie libérale slovène (LDS) et la Liste unie des sociaux-démocrates (ZLSD), qui bénéficiait du soutien sans participation du DeSUS.

### Formation
Au cours du scrutin, le Parti démocratique devient la première force parlementaire devant la Démocratie libérale. Le bloc qu'il forme avec Nouvelle Slovénie obtient un siège d'avance sur les trois partis qui forment la majorité parlementaire sortante. Le rôle de « faiseur de roi » se partage entre le Parti populaire, qui avait quitté le gouvernement quelques mois plus tôt, et les nationalistes du Parti national slovène (SNS).
Désigné le 3 novembre candidat à la présidence du gouvernement par le président de la République Janez Drnovšek, Janez Janša obtient l'investiture de l'Assemblée nationale six jours plus tard par 57 voix pour et 27 contre.
L'accord de coalition entre le SDS, NSi, le SLS et le DeSUS est signé presque deux semaines plus tard, le 23 novembre. L'exécutif prend ses fonctions le 3 décembre, après avoir remporté le vote de confiance des parlementaires avec 51 suffrages favorables contre 37 défavorables

### Succession
Lors des élections législatives du 21 septembre 2008, les Sociaux-démocrates (SD) de Borut Pahor arrivent en tête devant le Parti démocratique, et semble davantage en mesure de réunir une majorité parlementaire. Investi président du gouvernement le 7 novembre, Pahor constitue un gouvernement qui remporte la confiance des députés deux semaines plus tard.

## Composition

### Initiale (3 décembre 2004)
| Poste                                                                             | Titulaire | Titulaire                                                                   | Parti |
| --------------------------------------------------------------------------------- | --------- | --------------------------------------------------------------------------- | ----- |
| Président du gouvernement                                                         |           | Janez Janša                                                                 | SDS   |
| Ministre des Finances                                                             |           | Andrej Bajuk                                                                | NSi   |
| Ministre de l'Intérieur                                                           |           | Dragutin Mate                                                               | SDS   |
| Ministre des Affaires étrangères                                                  |           | Dimitrij Rupel                                                              | Sans  |
| Ministre de la Justice                                                            |           | Lovro Šturm                                                                 | NSi   |
| Ministre de la Défense                                                            |           | Karl Erjavec                                                                | DeSUS |
| Ministre du Travail, de la Famille et des Affaires sociales                       |           | Janez Drobnič (jusqu'au 01/12/2006) Marjeta Cotman (à partir du 18/12/2006) | NSi   |
| Ministre de l'Économie                                                            |           | Andrej Vizjak                                                               | SDS   |
| Ministre de l'Agriculture, des Forêts et de l'Alimentation                        |           | Marija Lukačič (jusqu'au 29/01/2007) Iztok Jarc (à partir du 06/03/2007)    | SDS   |
| Ministre de la Culture                                                            |           | Vasko Simoniti                                                              | SDS   |
| Ministre de l'Environnement et de l'Aménagement du territoire                     |           | Janez Podobnik                                                              | SLS   |
| Ministre des Transports                                                           |           | Janez Božič (jusqu'au 06/09/2007)                                           | SLS   |
| Ministre de l'Éducation et des Sports                                             |           | Milan Zver                                                                  | SDS   |
| Ministre de la Santé                                                              |           | Andrej Bručan (jusqu'au 06/09/2007)                                         | SDS   |
| Ministre de l'Administration publique                                             |           | Gregor Virant                                                               | Sans  |
| Ministre de l'Enseignement supérieur, de la Science et de la Technologie          |           | Jure Zupan (jusqu'au 06/09/2007)                                            | NSi   |
| Ministre sans portefeuille Chargé de l'Autonomie locale et la Politique régionale |           | Ivan Žagar                                                                  | SLS   |
| Ministre sans portefeuille Chargé de la Croissance                                |           | Jože P. Damjan (jusqu'au 27/03/2006) Žiga Turk (à partir du 06/03/2007)     | Sans  |

### Remaniement du 11 septembre 2007
- Les nouveaux ministres sont indiqués en gras, ceux ayant changé d'attributions en italique.

| Poste                                                                             | Titulaire | Titulaire                                     | Parti |
| --------------------------------------------------------------------------------- | --------- | --------------------------------------------- | ----- |
| Président du gouvernement                                                         |           | Janez Janša                                   | SDS   |
| Ministre des Finances                                                             |           | Andrej Bajuk                                  | NSi   |
| Ministre de l'Intérieur                                                           |           | Dragutin Mate                                 | SDS   |
| Ministre des Affaires étrangères                                                  |           | Dimitrij Rupel                                | Sans  |
| Ministre de la Justice                                                            |           | Lovro Šturm                                   | NSi   |
| Ministre de la Défense                                                            |           | Karl Erjavec                                  | DeSUS |
| Ministre du Travail, de la Famille et des Affaires sociales                       |           | Marjeta Cotman                                | NSi   |
| Ministre de l'Économie                                                            |           | Andrej Vizjak                                 | SDS   |
| Ministre de l'Agriculture, des Forêts et de l'Alimentation                        |           | Iztok Jarc                                    | SDS   |
| Ministre de la Culture                                                            |           | Vasko Simoniti                                | SDS   |
| Ministre de l'Environnement et de l'Aménagement du territoire                     |           | Janez Podobnik                                | SLS   |
| Ministre des Transports                                                           |           | Radovan Žerjav                                | SLS   |
| Ministre de l'Éducation et des Sports                                             |           | Milan Zver                                    | SDS   |
| Ministre de la Santé                                                              |           | Zofija Mazej Kukovič                          | SDS   |
| Ministre de l'Administration publique                                             |           | Gregor Virant                                 | Sans  |
| Ministre de l'Enseignement supérieur, de la Science et de la Technologie          |           | Mojca Kucler Dolinar (à partir du 01/10/2007) | NSi   |
| Ministre sans portefeuille Chargé de l'Autonomie locale et la Politique régionale |           | Ivan Žagar                                    | SLS   |
| Ministre sans portefeuille Chargé de la Croissance                                |           | Žiga Turk                                     | Sans  |